# Liz Sherman
Pour les articles homonymes, voir Sherman.
Elizabeth « Liz » Sherman est un personnage de comics créé par Mike Mignola dans la mini-série Seeds of Destruction en 1994 (publié en France en 2002 sous le titre de Les Germes de la destruction).

## Biographie fictive
Liz est née à Kansas City le 15 avril 1962. Alors qu'elle a une enfance normale, à l'âge de 10 ans elle se « découvre » des dons de pyrokinésie. Pensant que cela est dû à ses péchés, elle tente de supprimer ces effets par de nombreuses prières. Elle parvient à stopper ces pouvoirs jusqu'en juillet 1973, où elle perd le contrôle. Elle provoque une grosse explosion qui détruit quasiment un quartier entier. Ses parents, son frère et son chien meurent durant cet accident. Elle a également une autre perte de contrôle le 4 juillet 1984.
Après avoir perdu toute sa famille, elle erre de familles d'accueil en famille d'accueil. En 1979, elle est recrutée par le BPRD, le Bureau de Recherche et de Défense sur le Paranormal (Bureau for Paranormal Research and Defense dans la version originale). Elle y apprend à vraiment contrôler ses pouvoirs et devient un agent en 1980. Elle y fait souvent équipe avec Hellboy, un démon œuvrant pour le bien, et Abe Sapien, un homme-poisson très intelligent. Mais les traumatismes liés à son enfance lui posent beaucoup de problèmes relationnels. Elle quitte à plusieurs reprises le BPRD. Elle partira notamment dans l'Oural où elle vivra avec des moines. Ils lui apprendront à dompter à la perfection ses pouvoirs.

### Relation avec Hellboy
Alors qu'elle est seulement amie avec Hellboy dans les comics, elle en tombe amoureuse dans le film Hellboy avant de tomber enceinte de jumeaux dans Hellboy II : Les Légions d'or maudites.

## Œuvres où le personnage apparaît

### Films
- Hellboy (Guillermo del Toro, 2004)
- Hellboy II : Les Légions d'or maudites (Hellboy II: The Golden Army, Guillermo del Toro, 2008)

### OVA
- Hellboy : Le Sabre des tempêtes (Hellboy: Sword of Storms, Phil Weinstein et Tad Stone, 2006)
- Hellboy : De Sang et de fer (Hellboy Animated: Blood and Iron, Victor Cook Tad Stone, 2007)